# Shute (Royaume-Uni)
Pour les articles homonymes, voir Shute.
Shute est un village et une paroisse civile du Devon, situé dans le sud-ouest de l'Angleterre. 